# Blackburn
För andra betydelser, se Blackburn (olika betydelser).
Blackburn (engelskt uttal: [ˈblækbərn] lyssna (fil)) är en stad i grevskapet Lancashire i England. Staden är huvudort i kommunen Blackburn with Darwen och ligger cirka 34 kilometer nordväst om centrala Manchester samt cirka 14 kilometer öster om Preston. Den är belägen på och omgiven av kullar, som flera andra städer i Lancashire. Tätortsdelen (built-up area sub division) Blackburn hade 117 963 invånare vid folkräkningen år 2011.
Staden nämndes i Domedagsboken (Domesday Book) år 1086, och kallades då Blacheburn. Blackburn var på 1500-talet en obetydlig handelsstad. Under 1600-talet började staden växa, främst genom halvylletillverkning. Under 1700-talet blev Blackburn centrum för Storbritanniens bomullsindustri. Staden är biskopssäte, domkyrkan uppfördes 1824.
Under 1900-talet hade de flesta av textilfabrikerna avvecklat sin verksamhet och flyttat sin produktion utomlands. Många arbetstillfällen har därför försvunnit och stadens ekonomi har försämrats avsevärt. Maskinindustri, elektrisk och kemisk industri är industrigrenar som istället har ökat i betydelse.
Fotbollslaget Blackburn Rovers FC kommer från staden.